# Conrad Carl Casimir Döbbelin
Conrad Carl Casimir Döbbelin (* 1763 in Kassel; † 23. Januar 1821 in Berlin) war ein deutscher Theaterschauspieler und Prinzipal.

## Leben
Döbbelin, Sohn des bekannten Schauspieldirektors Karl Theophil Döbbelin war zuerst Mitglied der Bühne seines Vaters. Streitigkeiten veranlassten ihn, sich im März 1788 von der elterlichen Bühne zu trennen und eine eigene Gesellschaft zu gründen. Mit dieser gastierte er zuerst in Magdeburg, bereiste dann die umliegenden Städte. 1795 mietete er das Nationaltheater in Magdeburg an, das er bis 1796 betrieb. 1797 versuchte er auch weitere Kunstreisen anzutreten.
Der eigenen Direktion müde, nahm er 1809 ein Engagement als Schauspieler an der Stuttgarter Hofbühne an, wo er längere Zeit verblieb. Zunehmendes Alter veranlasste ihn, sich einen ruhigen Wirkungskreis auch unter der Direktion seines Sohnes zu suchen. Der Tod überraschte ihn am 23. Januar 1821 in Berlin.
Döbbelin war zweimal verheiratet. Seine erste Frau war Betti Scheel, die bei als Mitglied seiner Truppe erste Liebhaberinnen spielte und schon 1791 starb. Seine zweite Frau war Auguste Feige. Sie waren die Eltern mehrerer Schauspielerinnen und Schauspieler: Conrad Carl Theodor Ernst Döbbelin (1799–1856) und Emilie Döbbelin (1802–unbekannt), Alexander Julius Döbbelin (1808–1856), der als Schauspieler und Regisseur sowie als Theaterunternehmer 1847 in Torgau und Naumburg, 1848 in Schönebeck bei Magdeburg, 1851 in Sondershausen und Gotha und ab 1852 in Neustrelitz wirkte.